# 13. Infanterie-Brigade (Deutsches Kaiserreich)
Die 13. Infanterie-Brigade war ein Großverband der Preußischen Armee.

## Geschichte
Die 13. Infanterie-Brigade wurde am 5. November 1818 in Magdeburg als Infanterie-Brigade der Truppen-Brigade aufgestellt, im September 1818 in 7. Infanterie-Brigade und am 29. April 1852 in 13. Infanterie-Brigade umbenannt. Sie war Teil der 7. Division mit Standort in Magdeburg, die dem IV. Armee-Korps zugeordnet war. Dieses hatte – mit Unterbrechungen (1822 Erfurt, 1836 Berlin) – in Magdeburg ihr Kommando, wo auch die Brigade bis zu ihrer Demobilisierung 1919 stationiert war.
1868 wurden die Landwehr-Bezirke neu geordnet und im Zuge dieser Maßnahme der Brigade die Landwehr-Einheiten 1. Magdeburgisches Landwehr-Regiment Nr. 26 einschl. Landwehr-Bataillone Burg und Stendal, 3. Magdeburgisches Landwehr-Regiment Nr. 66 einschl. Landwehr-Bataillone Halberstadt und Neuhaldensleben und Reserve-Landwehr-Bataillon (Magdeburg) Nr. 36 zugewiesen.

### Gliederung
- 1820

26. Infanterie-Regiment, 27. Infanterie-Regiment, 2. Jäger-Bataillon
- 1821 bis 1851

wie vor, ohne Jäger-Bataillon
- 1852 bis 1859

26. Infanterie-Regiment und 26. Landwehr-Regiment
- 1860 bis 1867

1. Magdeburgisches Infanterie-Regiment Nr. 26, 3. Magdeburgisches Infanterie-Regiment Nr. 66, 1. Magdeburgisches Landwehr-Regiment Nr. 26
- 1868 bis 1888

1. Magdeburgisches Infanterie-Regiment Nr. 26, 3. Magdeburgisches Infanterie-Regiment Nr. 66, 1. Magdeburgisches Landwehr-Regiment Nr. 26, 3. Magdeburgisches Landwehr-Regiment Nr. 66, Reserve-Landwehr-Bataillon (Magdeburg) Nr. 36
- 1889 bis 1914

Infanterie-Regiment Fürst Leopold von Anhalt-Desau (1. Magdeburgisches) Nr. 26, 3. Magdeburgisches Infanterie-Regiment Nr. 66
- Kriegsgliederung bei Mobilmachung 1914

wie vor

### Deutscher Krieg
Im Krieg gegen Österreich nahm die Brigade im Verband der 7. Infanterie-Division an den Schlachten bei Münchengrätz und Königgrätz sowie am 22. Juni 1866 am Gefecht bei Blumenau teil.

### Deutsch-Französischer Krieg
Im Deutsch-Französischen Krieg war die Brigade im Verband der 7. Infanterie-Division Mitte August 1970 im Vormarsch auf Toul und später an den Kämpfen bei Beaumont, Sedan sowie Soissons sowie an der Einschließung und Belagerung von Paris beteiligt.

### Erster Weltkrieg
Mit der Mobilmachung anlässlich des Ersten Weltkriegs kam im Verband der 7. Infanterie-Division ausschließlich an der Westfront zum Einsatz.
Zu den Kampfhandlungen, Gefechten und Schlachten siehe Kampfgeschehen der 7. Division.

### Kommandeure
| Dienstgrad          | Name                                    | Datum                                               |
| ------------------- | --------------------------------------- | --------------------------------------------------- |
|                     | Karl Friedrich Ludwig von Lobenthal     | 05. November 1816 bis 29. März 1820                 |
|                     | Georg Leopold Gustav August von Hake    | 30. März 1820 bis 29. März 1821                     |
|                     | Karl von Schütz                         | 30. März 1821 bis 29. Mai 1830                      |
|                     | Anton von Zglinicki                     | 30. Mai 1830 bis 29. März 1831                      |
|                     | Friedrich von Brandenstein              | 30. März 1831 bis 27. April 1842                    |
|                     | Carl von Carnap                         | 28. April 1842 bis 12. April 1848                   |
|                     | Ferdinand von Münchow                   | 13. April 1848 bis 14. September 1849               |
|                     | Wilhelm von Cölln                       | 15. September 1849 bis 14. April 1852               |
|                     | Ferdinand von Goetze                    | 15. April 1852 bis 14. Juni 1857                    |
|                     | Otto von der Mülbe                      | 15. Juni 1857 bis 9. Dezember 1857                  |
|                     | Hans August von Glisczinski             | 10. Dezember 1857 bis 24. Juli 1861                 |
|                     | Albert Theodor Erich                    | 24. Juli 1861 bis 17. April 1865                    |
| Oberst/Generalmajor | Julius von Groß genannt von Schwarzhoff | 18. April 1865 bis 13. Juli 1870                    |
|                     | August von Borries                      | 14. Juli 1870 bis 13. Februar 1874                  |
|                     | Arthur von Mützschefahl                 | 14. Februar 1874 bis 4. August 1879                 |
| Generalmajor        | Gustav Böhmer                           | 05. August 1879 bis 5. Dezember 1883                |
|                     | Emil Laube                              | 06. Dezember 1883 bis 13. Februar 1888              |
|                     | Emil Trapp von Ehrenschildt             | 14. Februar 1888 bis 21. Mai 1889                   |
|                     | Franz Xaver von Oberhoffer              | 22. Mai 1889 bis 3. November 1890                   |
|                     | Karl Wilhelm Theodor von Dankbahr       | 04. November 1890 bis 16. Juni 1893                 |
|                     | Oskar von Hugo                          | 17. Juni 1893 bis 17. August 1894                   |
|                     | Karl von L'oiellot des Mars             | 18. August 1894 bis 17. April 1896                  |
|                     | Adolf von der Lippe                     | 18. April 1896 bis 23. Mai 1898                     |
|                     | Adolph Engelmann                        | 24. Mai 1898 bis 14. Juni 1899                      |
|                     | Ferdinand Bliedung                      | 15. Juni 1899 bis 15. Juni 1901                     |
|                     | Emil von Stern                          | 16. Juni 1901 bis 21. März 1903                     |
|                     | Ferdinand Fähndrich                     | 22. März 1903 bis 14. November 1904                 |
|                     | Paul Hasse                              | 15. November 1904 bis 30. September 1907            |
|                     | Richard Junk                            | 01. Oktober 1907 bis 26. Januar 1909                |
|                     | Theodor Claassen                        | 27. Januar 1909 bis 19. Februar 1912                |
|                     | Oskar von Wartenberg                    | 20. Februar 1912 bis 18. Juli 1913                  |
|                     | Georg von Schüßler                      | 19. Juli 1913 bis 6. Mai 1915 (Auflösung)           |
|                     | Ferdinand August Storch                 | 20. Januar bis 30. September 1919 (Demobilisierung) |